# Pizza Tycoon
Pizza Tycoon is een bedrijfssimulatiespel dat werd ontwikkeld door Cybernetic Corporation en uitgegeven door Software 2000. Het spel kwam in 1994 uit voor DOS en Commodore Amiga. Het spel is in Duitsland uitgebracht onder de naam Pizza Connection.

## Gameplay
Het doel van het spel is een groot imperium van pizza-restaurants op te bouwen. Bij aanvang van het spel krijgt de speler de mogelijkheid een ruimte te huren voor zijn restaurant. De inrichting van dit restaurant is door de speler zelf te bepalen. Daarnaast dient er personeel ingehuurd te worden en de menukaart moet gevuld worden met pizza's waar de klanten uit kunnen kiezen. Deze pizza's dienen door de speler eerst zelf gemaakt te worden alvorens zij op het menu geplaatst kunnen worden. De handleiding die geleverd werd bij het spel bevat instructies voor het maken van een aantal standaardpizza's.
Het is mogelijk om contact op te nemen met de maffia om af te rekenen met de concurrentie, of om wapens te kopen zodat de speler zelf 's nachts een filiaal van een concurrent onder handen kan nemen. Ook kan er via de maffia wat extra geld verdiend worden via het handelen in wapens of drugs.
Het speelveld wordt van bovenaf weergegeven.

## Ontvangst
Het spel is wisselend ontvangen. In 1995 kreeg het van Amiga Joker een prijs voor beste simulatie van 1994. In november 1996 stond het op de ranglijst van Computer Gaming World 34e op de lijst van slechtste spellen aller tijden en 15e op de lijst van spellen met slechtste verhaallijnen aller tijden. 
| Beoordeeld door             | Platform | Datum         | Score |
| --------------------------- | -------- | ------------- | ----- |
| MikroBitti                  | DOS      | april 1995    | 90%   |
| Joystick (Frans)            | DOS      | maart 1995    | 88%   |
| Amiga Joker                 | Amiga    | januari 1994  | 88%   |
| Power Play                  | DOS      | augustus 1994 | 82%   |
| Power Play                  | Amiga    | maart 1994    | 82%   |
| PC Games (Duitsland)        | DOS      | augustus 1994 | 81%   |
| Pelit                       | DOS      | mei 1995      | 77%   |
| PC Player (Duitsland)       | DOS      | augustus 1994 | 65%   |
| PC Gamer                    | DOS      | juni 1995     | 65%   |
| Computer Gaming World (CGW) | DOS      | juli 1995     | 20%   |